# Exochus assimilis
Exochus assimilis är en stekelart som beskrevs av Kusigemati 1984. Exochus assimilis ingår i släktet Exochus och familjen brokparasitsteklar. Inga underarter finns listade i Catalogue of Life.